# Сант-Антиоко
Сант-Анти́око (итал. Sant'Antioco) — остров и коммуна в Италии, располагается в регионе Сардиния, в провинции Южная Сардиния. Крупнейшая коммуна Сардинии по населению.
Население составляет 11 037  человек (30-06-2019), плотность населения составляет 125,56 чел./км². Занимает площадь 87,9 км². Почтовый индекс — 9017. Телефонный код — 0781.
Покровителем коммуны почитается святой Антиох Сардинский, празднование в 15 день после Пасхи.

## Демография
Динамика населения:

## Города-побратимы
Грузия  Сухум (2014)